# 武州鉄道汚職事件
武州鉄道汚職事件（ぶしゅうてつどうおしょくじけん）は、1960年代、東京都三鷹市と埼玉県秩父市を結ぶ目的で計画された鉄道路線の免許をめぐり不透明な金銭の授受があった疑獄事件である。

## 武州鉄道計画の概要
埼玉県には1924年（大正13年）から1938年（昭和13年）まで武州鉄道を名乗る鉄道事業者が存在したが、本事件での武州鉄道は太平洋戦争後に計画された鉄道であり、その武州鉄道とは全く関連がない。
進駐軍の廃品転売で財をなし、吉祥寺名店会館というショッピングセンターの経営もしていた滝嶋総一郎が、武蔵野市などの沿線市町村長や平沼弥太郎埼玉銀行頭取等の財界などに声をかけ、1958年（昭和33年）12月に発起人総会が開催され、翌1959年（昭和34年）1月14日、地方鉄道法（現在の鉄道事業法の前身）に基づく免許を申請した。
計画された路線
吉祥寺（武蔵野市）‐三鷹（三鷹市） - 小金井（小金井市） - 鷹の台（北多摩郡小平町） - 大和（北多摩郡大和町） - 村山 （北多摩郡村山町） - 箱根ヶ崎（西多摩郡瑞穂町） - 東青梅（青梅市） - 名郷（入間郡名栗村） - 根古谷（秩父郡横瀬村） - 御花畑（秩父市）間、60.3 km。

## 事件の概要
武州鉄道よりも先に西武鉄道が西武秩父線をすでに申請しており、両者の路線が競合する形となった。
発起人たちは鉄道経営に関しては素人同然で、モノレールとする案も出たことがある。その上、山間部を抜ける鉄道を建設するわりには予定の建設費が、当初41.5億円、後に56.3億円と少なすぎるなど基本計画の曖昧さが各方面から指摘され、また平沼頭取の判断で埼玉銀行が離反したこともあり、滝嶋は1960年（昭和35年）4月に発起人総代の座を去ることになった。この際に滝嶋が埼玉銀行から個人的に借りた金について、武州鉄道の関連企業として設立されていた白雲観光が肩代わりする代わりに滝嶋の自宅・土地を提供することで合意された。
1961年（昭和36年）2月に西武鉄道に西武秩父線が免許され、武州鉄道の計画はご破算になったと思われた。だが同年7月11日に池田勇人内閣の運輸大臣の木暮武太夫から免許が交付された。当時の鉄道免許の是非をめぐる審議は3 - 4年かかるのが常であり、競合路線があるうえに杜撰な計画である武州鉄道に対して申請からわずか2年で免許が交付されるのは異例のことであった。
免許工作として滝嶋が岸信介内閣の運輸大臣の楢橋渡に1959年（昭和34年）12月から1960年（昭和35年）5月までの間に5回、計2,450万円の賄賂を贈り、楢橋が鉄道行政関係者に口利きをしていた。
そのため、免許が下りた直後に、東京地検特捜部がこの疑獄事件の捜査に着手した。

## その後の経過
この疑獄事件で、滝嶋や楢橋のほか、発起人に加わっていた平沼や大映社長であった永田雅一など14人が起訴された。
武州鉄道免許に絡む贈収賄事件、白雲観光に対する特別背任事件、埼玉銀行に関する経済関係罰則整備法違反による贈収賄事件の3事件が柱となったが、後者2つに関しては地裁で無罪判決が出て、平沼や永田らに5人ついては無罪が確定した。
一方で、武州鉄道免許に絡む贈収賄事件については滝嶋が懲役2年、楢橋に懲役2年、執行猶予3年、追徴金900万円、東京陸運局鉄道部管理課主査に懲役6か月、執行猶予1年、追徴金5万円、滝嶋の部下に懲役8年、執行猶予2年の有罪判決がそれぞれ下されている。また武州鉄道免許に絡む贈収賄に関する証拠隠滅で滝嶋を含めた4人が起訴されており（滝嶋は証拠隠滅教唆罪）、実刑判決が出た滝嶋を除いた3人には執行猶予付きの有罪判決が下されている。
武州鉄道はその後代表者を変更して会社が設立された。しかし、支援していた政財界関係者が検挙されたため資金調達は不調で、建設に着手されることなく、免許は1975年（昭和50年）度に法的に失効して未成線となった。また、1969年（昭和44年）には西武秩父線が開通し、西武池袋線を介して東京都内から秩父地方へ直結する鉄道路線延伸が実現している。